# S. Nijalingappa

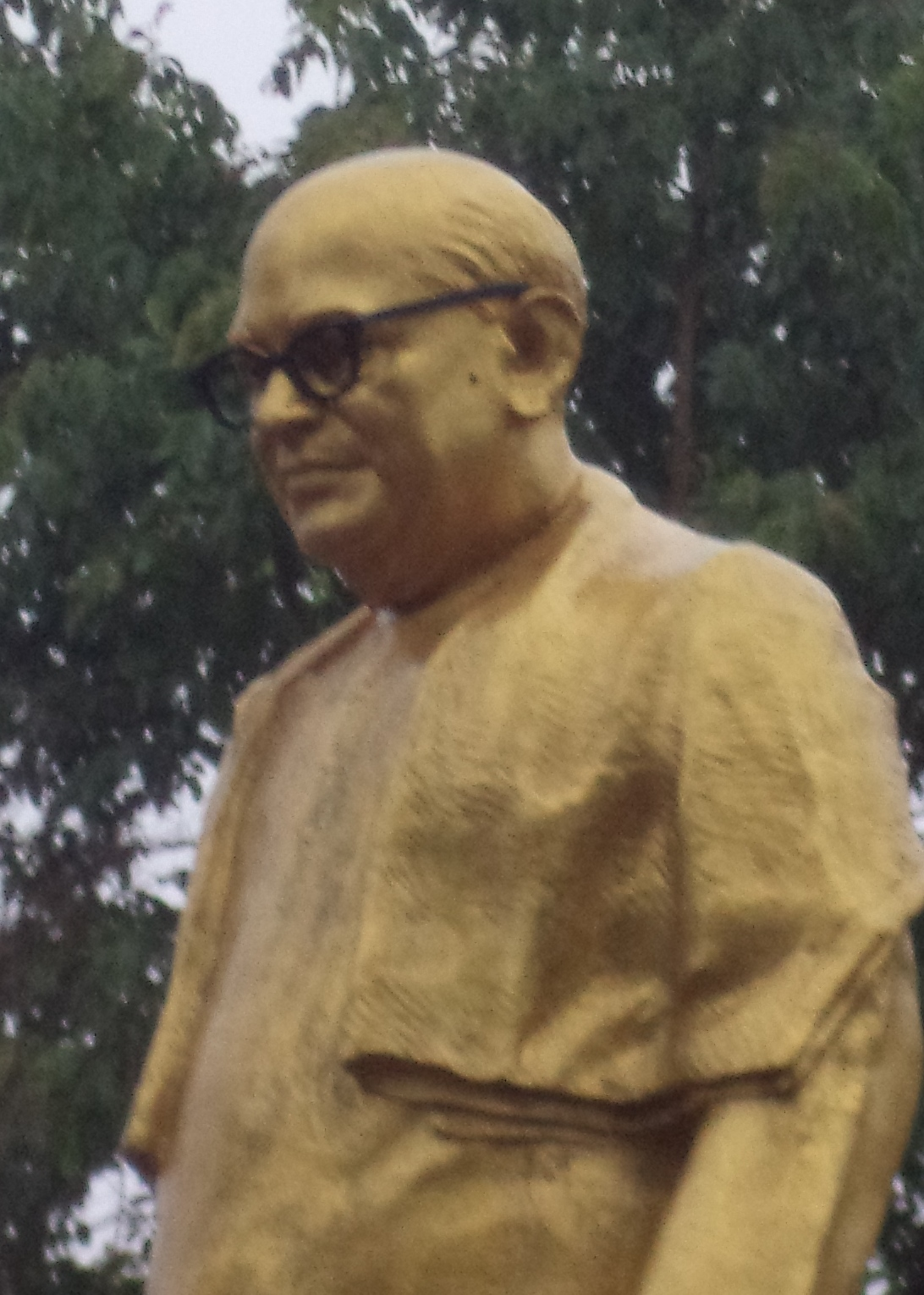
S. Nijalingappa

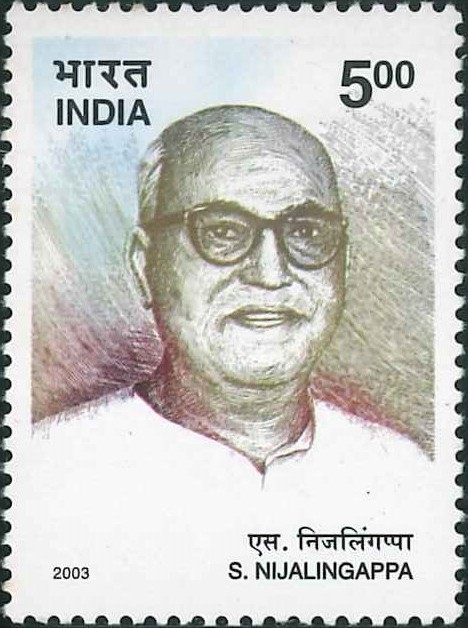
Briefmarke von India Post im Jahr 2003 ausgestellt

S. Nijalingappa (Siddavanahalli Nijalingappa; Kannada: ಎಸ್.ನಿಜಲಿಂಗಪ್ಪ; * 10. Dezember 1902 im Distrikt Ballari, Karnataka; † 8. August 2000 in Chitradurga) war ein indischer Politiker des Indischen Nationalkongresses (INC), dessen Präsident er von 1968 bis 1969 war, sowie zweimaliger Chief Minister von Mysore (Karnataka). 

## Biografie
S. Nijalingappa wurde am 10. Dezember 1902 in einem Dorf im Distrikt Ballari im heutigen Bundesstaat Karnataka geboren. Nach dem Besuch des Central College in Bangalore studierte Nijalingappa zwischen 1924 und 1926 Rechtswissenschaft am Law College in Pune. Bereits während dieser Zeit befasste er sich mit dem Leben und Lehren des Guru Basava und der Philosophie der Shankaracharya-Orden, aber auch mit den Ideen der indischen Unabhängigkeitsbewegung und Lehren von Mohandas Karamchand Gandhi.
Neben seiner Tätigkeit als Rechtsanwalt begann er später seine politische Laufbahn und trat 1936 in den Kontakt zu dem Abgeordneten Dr. N. S. Hardikar. Nachdem er freiwilliger Helfer des Indischen Nationalkongresses war, stieg er später zum Präsidenten des Komitees der Kongresspartei in dem Bundesstaat (Pradesh Congress Committee) auf. Neben seiner Tätigkeit in der indischen Unabhängigkeitsbewegung war er auch aktives Mitglied der Karnataka-Ekikarana-Bewegung, die für eine Vereinigung der Kannada-sprachigen Gebiete eintrat.
Zwischen 1946 und 1950 war Nijalingappa Mitglied der Verfassunggebenden Versammlung, die die Souveränität Indiens am 15. August 1947 vorbereitete. Darüber hinaus war er von 1952 bis 1957 Mitglied des Unterhauses (Lok Sabha) während der ersten Legislaturperiode und vertrat dort den Wahlkreis Chitradurga.
Am 1. November 1956 wurde Nijalingappa Chief Minister des nach den Sprachgrenzen des Kannada neugebildeten Bundesstaates Mysore (1973 umbenannt in Karnataka) und bekleidete dieses Amt bis zu seiner Ablösung durch B. D. Jatti am 15. Mai 1958.
Das Amt des Chief Ministers von Mysore übte er erneut vom 21. Juni 1962 bis zum 2. März 1967 aus. In dieser Zeit führte er zahlreiche Projekte durch und wurde dadurch zum Vater des modernen Karnataka.
Nachdem der bisherige Parteipräsident K. Kamaraj 1967 in seiner Heimatstadt Virudhunagar bei seiner Kandidatur als Abgeordneter für das Parlament von Tamil Nadu unterlag, verlor Kamaraj durch die Einflussnahme von Premierministerin Indira Gandhi auch sein Amt als Präsident des Nationalkongresses. Daraufhin wurde Nijalingappa auf dem Parteitag in Hyderabad 1968 zu dessen Nachfolger als Präsident des INC gewählt und auf dem darauf folgenden Parteikongress in Faridabad wiedergewählt. Aufgrund der nachhaltigen Bemühung gelang ihm zwar eine Wiederbelebung der Kongresspartei, allerdings kam es während seiner Amtszeit, nachdem er versucht hatte Indira Gandhi wegen vermeintlich parteischädigenden Verhaltens aus der Kongresspartei auszuschließen, zur Spaltung der Kongresspartei in den späteren Indian National Congress (Organisation) und die Mehrheitsfraktion („Congress (R)“) unter Indira Gandhi, wobei sich Nijalingappa gegen die von Indira Gandhi geführte Fraktion aussprach. Die Indira-Fraktion wählte daraufhin auf ihrem Parteitag 1969 in Mumbai Jagjivan Ram, einen Vertrauten Gandhis und damaligen Ministers für Ernährung und Landwirtschaft zum neuen Parteipräsidenten.

## Reden
In seiner Antrittsrede als Präsident der Kongresspartei führte er auf dem Parteikongress 1968 in Hyderabad aus:
"Die Amtssprache der Indischen Union hat sich stets als ein schwieriges und komplexes Problem dargestellt. Es kam nach Diskussionen und Rücksichtnahmen zu dem guten Deal, dass der verstorbene Premierminister Jawaharlal Nehru zu diesem Thema einen Konsens entwickelte und den Nicht-Hindus kategorisch versicherte, dass sie nicht mit einem Handicap überzogen werden, wenn sie Hindi als offizielle Amtssprache annehmen."